# 昌湖街道
昌湖街道是中华人民共和国河南省濮阳市华龙区下辖的一个街道办事处。

## 行政区划
昌湖街道下辖以下村级行政区划单位：
湖夹寨村、大河寨村、西河寨村、吴拐村、吴家村、枣科村、临河寨村、马头村、荣村、柴村、栾昌湖村、韩昌湖村、黄昌湖村、葛占村、里信村、许家庄村、大口寨村、周村、西没岸村、新城占村、滹沱村、东七保村和西七保村。